# Львівка (Золотоніський район)
Льві́вка — село в Україні, у Золотоніському районі Черкаської області. Входить до складу Новодмитрівської сільської громади. Населення — 290 осіб (на 2001 рік).

## Історія
Село засноване в середині XVIII століття. У 1761 році полковник Микола Меєр купив
у хорунжого Григорія Моцоки «хутірець Ільвівку».
Селище є на мапі 1816 року як Мейерівка.
До 1878 року була приписана до Пелагіївської церкви у Великому Хуторі, а у 1878 році освячено Лукинську
У 1910 році налічувалося 72 господарства. Населення становило 356 жителів.
У 1929 році незаможницькі господарства Львівки об'єдналися в колгосп «Вільне життя», його першим головою був Іван Васильович Васильченко.
Після радянсько-німецької війни Львівка стала бригадним селом колгоспу «Шлях Леніна».
В селі була церква святого Луки, збудована без єдиного цвяха. Та у 30-ті роки богослужіння в ній припинилися, купольні дзвони було знято. У 80-х церкву розібрали на дрова.

## Відомі люди
Єпіфанов Сергій Петрович (1983-2014) — старшина Державної прикордонної служби України, учасник російсько-української війни.
Родом із Львівки колишній голова Золотоніської райдержадміністрації Віктор Федосійович Овдієнко. Його старший брат Федосій Федосійович впродовж багатьох років очолює Золотоніське кооперативне заготівельно-виробниче територіальне об'єднання і має звання «Заслужений працівник сфери послуг України».
Уродженець села Василь Петрович Шевчук очолює Кропивницький медичний коледж. Науковий ступінь доктора фізико-математичних наук здобув львівків'янин Микола Петрович Мороз. Дмитро Павлович Шевчук — майстер спорту з вільної боротьби, неодноразово виборював призові місця на всеукраїнських турнірах.